# Nomindra
Nomindra là một chi nhện trong họ Gnaphosidae.